# كلية القيادة والأركان (اليمن)
كلية القيادة والأركان هي مؤسسة علمية عسكرية عليا تخضع لإشراف وزير الدفاع ترتبط برئاسة هيئة الأركان العامة مباشرة. تأسست الكلية بالقرار الجمهوري رقم (14) لسنة 1985م. وتم إعادة تنظيمها بالقرار الجمهوري رقم (34) لسنة 1992م.

## التأسيس والتكوين
أنشئت كلية القيادة والأركان في العام 1985م بالقرار الجمهوري رقم (14) ومقرها العاصمة صنعاء. وبعد إعادة الوحدة اليمنية تم إعادة تنظيم الكلية في 3 أبريل 1992م بالقرار الجمهوري رقم (34). وتتولى الكلية القيام بالدراسات العسكرية العليا وإعداد ضباط القوات المسلحة لتولّي المناصب القيادية وهيئات الأركان العامة في القوات البرية والقوات البحرية والدفاع الساحلي والقوات الجوية والدفاع الجوي.
تتكون الكلية من الأجنحة والشعب والإدارات التالية:
1. مقر الكلية.
2. جناح القوات البرية.
3. جناح القوات الجوية والدفاع الجوي.
4. جناح القوات البحرية والدفاع الساحلي.
5. جناح التدريب والتنسيق.
6. شعبة القوى البشرية.
7. شعبة الشؤون الإدارية.
8. إدارة العلاقات العامة.
9. إدارة التوجيه السياسي والمعنوي.
10. إدارة الأمن.
11. إدارة الشؤون المالية.

## مجالس الكلية
للكلية مجلسان هما:

### المجلس الأعلى للكلية
يختص بـ:
- رسم السياسة العامة للكلية وإقرار الخطط العامة للبحوث والمناهج الدراسية فيها.
- إقرار المواد الدراسية ومناهجها وتوزيعها على مدة الدراسة على ضوء ما يرفع من مجلس الكلية.
- إقرار اللوائح التنظيمية الداخلية للكلية.
- الموافقة على مشروع ميزانية الكلية.
- التصديق على ترشيح أعضاء هيئة التدريس عسكريين ومدنيين.
- دراسة المقترحات المقدمة من مجلس الكلية والبت فيها.
- مناقشة التقرير السنوي للكلية واتخاذ القرارات المناسبة بشأنه.
- إقرار أي منشآت جديدة لتطوير الكلية.
- البت في قرارات الفصل المرفوعة من مجلس الكلية.
- المصادقة على النتائج النهائية للدورة.
- تحديد النسب للمقبولين من الضباط للدراسة في كل دورة من التخصصات المختلفة في القوات المسلحة.
- التصديق على شهادات الماجستير في العلوم العسكرية التي تمنح للخريجين من الكلية.

ويتكون من الأعضاء:
- وزير الدفاع، رئيساً
- رئيس هيئة الأركان العامة، نائباً
- نائب رئيس هيئة الأركان العامة لشؤون التدريب
- قائد القوات البحرية والدفاع الساحلي
- قائد القوات الجوية والدفاع الجوي
- مدير كلية القيادة والأركان
- مدير دائرة شؤون الضباط
- مدير دائرة التدريب العسكري
- اثنان من أعضاء هيئة تدريس جامعة صنعاء، يعينهما مجلس الجامعة
- نائب مدير كلية القيادة والأركان، مقرراً

### مجلس الكلية
يختص بـ:
- إعداد السياسة التعليمية والخطط العامة للبحوث والمناهج الدراسية وتنفيذها بعد التصديق عليها من المجلس الأعلى للكلية.
- إعداد مشاريع مناهج الدراسة واقتراح موادها وتوزيعها على مدة الدراسة.
- وضع الأوامر الثابتة للكلية وتحديد وتوزيع الواجبات.
- إعداد مشروع ميزانية الكلية.
- ترشيح أعضاء هيئة التدريس عسكريين ومدنيين.
- وضع المنهج العام لكل دورة وفقا للسياسة العامة والخطط المقررة.
- تحديد عدد ساعات التدريس الأسبوعية بما يحقق استيعاب المواد المقررة.
- وضع تعليمات الامتحانات وتحديد مواعيدها وكيفية إجرائها.
- إقرار العطلات الدراسية للكلية وفقا للوائح المنظمة لذلك.
- النظر في فصل أي ضابط دارس من دارسي الكلية والعرض على المجلس الأعلى للكلية للبت فيه.
- التنسيق والتعاون مع الجامعات المحلية والكليات المماثلة في الدول الشقيقة والصديقة ومعاهد الدراسات العليا بالتشاور مع الجهات ذات العلاقة في وزارة الدفاع.
- تقديم المقترحات بشأن تطوير وتأهيل الكادر التعليمي والإداري للكلية، بما يمكنها من تأدية مهامها على الوجه الأفضل.
- إعداد مشروع اللائحة التنفيذية واللوائح التنظيمية وعرضها على المجلس الأعلى للكلية للمصادقة عليها.
- إقرار المشاريع والتمارين وإدخال التعديلات في المادة العلمية للأجنحة التدريسية وفقاً للخطة العامة المقرة من المجلس الأعلى للكلية.
- معادلة الشهادات التي يحصل عليها الضباط الخريجون من كليات القيادة والأركان والأكاديميات العسكرية في الدول الشقيقة والصديقة بشهادة الماجستير في العلوم العسكرية.

ويتكون من الأعضاء:
- مدير الكلية، رئيساً
- نائب مدير الكلية، نائباً
- مساعدا مدير الكلية
- رؤساء الأجنحة التدريسية
- رئيس جناح التدريب والتنسيق
- المدرسون الأقدمون للدورات
- مدير إدارة الخطط والبرامج، مقرراً